# Theropithecus
Theropithecus è un genere di primati della famiglia Cercopithecidae. Contiene un'unica specie vivente, il gelada (Theropithecus gelada), originario degli altopiani etiopi.
Il genere contiene anche tre specie estinte, tra cui:
- Theropithecus brumpti[1]
- Theropithecus darti
- Theropithecus oswaldi[2]